# Vieques, Puerto Rico
Vieques (phát âm tiếng Tây Ban Nha: [ˈbjekes], địa phương [ˈbjẽke]), đầy đủ Isla de Vieques, là một đảo–municipios của Puerto Rico ở đông bắc Caribbe, là một phần của nhóm đảo đôi khi được gọi là quần đảo Virgin thuộc Tây Ban Nha. Vieques là một phần của Thịnh vượng chung Puerto Rico, và vẫn duy trì ảnh hưởng dài 400 năm của Tây Ban Nha.
Vieques nằm cách đảo lớn Puerto Rica 8 dặm (13 km) về phía đông, và dài chừng 21 dặm (34 km), rộng 4 dặm (6 km). Điểm dân cư đông nhất trên đảo là Isabel Segunda (đôi khi viết là "Isabel II"), trung tâm hành chính của mạn bắc đảo. Dân số Vieques là 9.301 theo thống kê 2010.